# Roscrea
Roscrea (Ros Cré en idioma irlandès és una petita ciutat del Comtat de Tipperary Nord a la República d'Irlanda, situada a prop dels Midlands d'Irlanda. El nom de la ciutat ve de l'irlandès Ros Cré que significa "bosc de Cré", estant Cré un nom femení de l'època antiga. Roscrea ha estat històricament un important centre religiós i de negocis.

## Evolució de la població

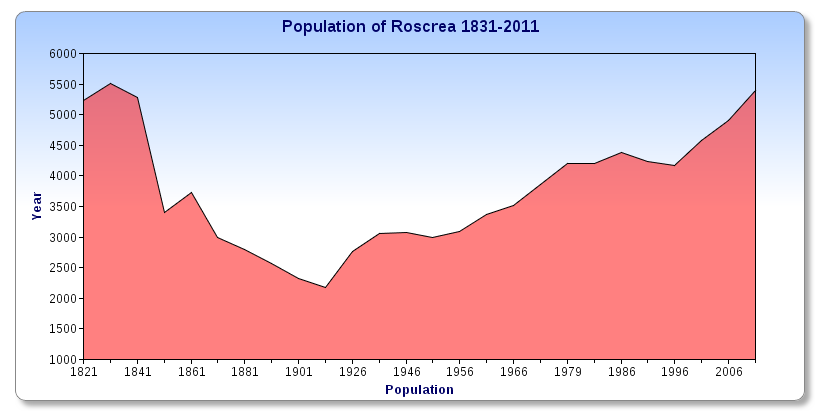
Població de Roscrea 1831-2011

## Evolució de la població[1]
| Any  | Població | Any  | Població |
| ---- | -------- | ---- | -------- |
| 1821 | 5,239    | 1951 | 2,988    |
| 1831 | 5,512    | 1956 | 3,095    |
| 1841 | 5,275    | 1961 | 3,372    |
| 1851 | 3,400    | 1966 | 3,523    |
| 1861 | 3,727    | 1971 | 3,855    |
| 1871 | 2,992    | 1979 | 4,203    |
| 1881 | 2,801    | 1981 | 4,201    |
| 1891 | 2,568    | 1986 | 4,378    |
| 1901 | 2,325    | 1991 | 4,231    |
| 1911 | 2,182    | 1996 | 4,170    |
| 1926 | 2,772    | 2002 | 4,578    |
| 1936 | 3,060    | 2006 | 4,910    |
| 1946 | 3,069    | 2011 | 5,403    |

## Transport
La ciutat hi és entre Limerick i Dublín a la carretera N7 i es triga menys de dues hores en conduir des de Roscrea Cork, Galway, Limerick o Dublín. Roscrea està connectat mitjançant la xarxa ferroviària d'Irlanda en una branca que va des de Limerick a Ballybrophy, a on s'uneix amb la línia principal Cork - Dublín). Al passat hi havia una branca des de Roscrea fins a la propera Birr, al Comtat d'Offaly.

## Personatges il·lustres
- George Thomas, aventurer
- Daisy Bates, periodista i antropòloga